# Jagdkorps
Jagdkorps foi um termo em alemão que significa literalmente "corpo de caça". Hierarquicamente tinham na sua dependência uma ou mais Jagddivision.